# استاروآکتائو
استاروآکتائو (انگلیسی: Staroaktau) یک شهرک در شهرستان بوزدیاکسکی باشقیرستان کشور روسیه است.